# Guillaume le Clerc de Normandía

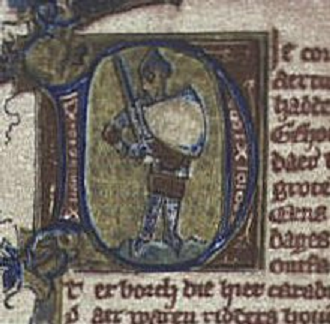
Imagen sacada de una traducción del Roman de Fergus

Guillaume le Clerc de Normandía fue un escritor anglo-normando instalado en Inglaterra en el siglo XIII.
Guillaume le Clerc de Normandía compuso hacia 1210, un bestiario divino de 3290 versos, en donde daba una explicación alegórica y moral de cada animal y Le Besant de Dieu, una obra didáctica. También es conocido por su Roman de Fergus, una sátira de la sociedad escocesa.
En su obra Le besant de Dieu, presenta un manual de moral práctica, fuertemente apoyada en las parábolas bíblicas. En este sentido, el propio título es significativo, ya que besant es el "talento" que fue confiado al sirviente infiel, al que enterró el dinero para que no se perdiera y que no fructificó. Para Guillaume le Clerc no hay posibilidad de salvación fuera de la Iglesia de Jesucristo.

## Obras
- Le Besant de Dieu, Ed. Pierre Ruelle, Bruselas, Éditions de l’Université de Bruxelles, 1973
- Le Besant de Dieu, Ed. Ernst Martin, Ginebra, Slatkine Reprints, 1975
- La Chevalerie des sots : le Roman de Fergus, Trubert, fabliau XIIIe Siècle, Éd. Romaine Wolf-Bonvin, Douin de Lavesne, Paris, Stock, 1990